# New Orleans Bowl 2015
Match précédent Match suivant
Le New Orleans Bowl 2015 est un match annuel de football américain de niveau universitaire joué après la saison régulière de 2015, le 19 décembre 2015 au Mercedes-Benz Superdome à La Nouvelle-Orléans en Louisiane.
Il s'agissait de la 15e édition du New Orleans Bowl.
Le match a mis en présence les équipes des Red Wolves d'Arkansas State issus de la Sun Belt Conference et des Bulldogs de Louisiana Tech issus de la Conference USA. 
Il a débuté à 20:08 heure locale et a été retransmis en télévision sur ESPN. 
Sponsorisé par la société de transport de fret R+L Carriers, le match est officiellement dénommé le R+L Carriers New Orleans Bowl.
Louisiana Tech gagne le match sur le score de 47 à 28.

## Présentation du match
| Équipes                                                                                   | Conférences | Entraîneurs    | Stats. saison rég. |
| ----------------------------------------------------------------------------------------- | ----------- | -------------- | ------------------ |
| Bulldogs de Louisiana Tech                                                                | C-USA       | Skip Holtz     | 8-4                |
| Red Wolves d'Arkansas State                                                               | Sun Belt    | Blake Anderson | 9-3                |
| Arbitre : Adam Savoie. Équipe donnée favorite par les bookmakers : La. Tech à 2 contre 1. |             |                |                    |

Il s'agit de la 38e rencontre entre ces deux équipes, Louisiana Tech menant les statistiques, 25 victoires pour 12 défaites. Ces deux équipes faisaient partie de la Big West Conference avant que Louisiana Tech ne rejoigne la  Western Athletic Conference et ensuite la Conference USA et que d'autre part Arkansas State ne rejoigne la Sun Belt Conference.  
La dernière rencontre date de 1998 avec la victoire des Bulldogs sur le score de 69 à 21 Jonesboro. 

### Bulldogs de Louisiana Tech
Avec un bilan global en saison régulière de 8 victoires et 4 défaites, Louisiana Tech est éligible et accepte l'invitation pour participer au New Orleans Bowl de 2015.
Ils terminent 2e de la West Division de la Conference USA derrière Southern Miss, avec un bilan en division de 6 victoires et 2 défaites.
À l'issue de la saison 2015 (bowl compris), ils n'apparaissent pas dans les classements CFP , AP et Coaches.
Il s'agit de leur 1er apparition au New Orleans Bowl et de leur 2e participation consécutive à un Bowl avec à la tête de l'équipe l’entraîneur Skip Holtz (victoire lors du Heart of Dallas Bowl 2014 sur le score de 35 à 18 contre Illinois). Holtz présente un bilan en Bowl de 3 victoires pour 3 défaites en tant qu’entraîneur de Louisiana Tech, de South Florida et d'East Carolina. 
L'équipe de Louisiana Tech présente un bilan global de 3 victoires, 3 défaites et 1 nul en Bowl FBS.

### Red Wolves d'Arkansas State
Avec un bilan global en saison régulière de 9 victoires et 3 défaites, Arkansas State est éligible et accepte l'invitation pour participer au New Orleans Bowl de 2015.
Ils terminent champions de la Sun Belt Conference avec un bilan en matchs de conférence de 8 victoires pour aucune défaites.
À l'issue de la saison 2015 (bowl compris), ils n'apparaissent pas dans les classements CFP , AP et Coaches.
Il s'agit de leur 2e participation au New Orleans Bowl après leur défaite en 2005 contre les Golden Eagles de Southern Miss sur le score de 31 à 19. Ce match avait du se dérouler au Cajun Field près de Lafayette à la suite des dommages subis au Superdome par l'ouragan Katrina.

## Résumé du match
Début du match à 20:10 heure locale fin à 23:53 pour une durée de match de 03:43 heures.
Température de 69 °F (20 °C), pas de vent puisque joué en indoors.
| QT          | Temps       | Drive       | Drive       | Drive       | Équipe      | Description de l'action | Score | Score |
| QT          | Temps       | Jeux        | Yards       | TDP         | Équipe      | Description de l'action | ASU   | LTU   |
| ----------- | ----------- | ----------- | ----------- | ----------- | ----------- | --- | ----- | ----- |
| 1           | 12:00       | 7           | 88          | 03:00       | LTU         | TD de 9 yards par RB Kenneth Dixon à la suite d'une réception de passe de QB Jeff Driskel + 1 point de conversion par kicker Jonathan Barnes  | 0     | 7     |
| 1           | 06:38       | 15          | 56          | 05:22       | ASU         | FG de 35 yards par kicker JD Houston | 3     | 7     |
| 1           | 01:55       | 5           | 18          | 01:52       | LTU         | FG de 50 yards par kicker Jonathan Barnes | 3     | 10    |
| 2           | 12:06       | 5           | 63          | 02:53       | LTU         | TD de 13 yards par WR Trent Taylor à la suite d'une réception de passe de QB Jeff Driskel + 1 point de conversion par kicker Jonathan Barnes  | 3     | 17    |
| 2           | 07:22       | 13          | 91          | 04:44       | ASU         | TD à la suite d'une course de 1 yard par RB Warren Wand + 1 point de conversion par kicker JD Houston                                         | 10    | 17    |
| 2           | 00:18       | 4           | 25          | 01:14       | ASU         | TD à la suite d'une course de 1 yard par QB Fredi Knighten + 1 point de conversion par kicker JD Houston                                      | 17    | 17    |
| 3           | 10:00       | 9           | 57          | 03:02       | LTU         | FG de 20 yards par kicker Jonathan Barnes | 17    | 20    |
| 3           | 08:17       | 7           | 55          | 01:43       | ASU         | FG de 37 yards par kicker JD Houston | 20    | 20    |
| 3           | 05:09       | 5           | 84          | 03:08       | LTU         | TD de 59 yards par RB Kenneth Dixon à la suite d'une réception de passe de QB Jeff Driskel + 1 point de conversion par kicker Jonathan Barnes | 20    | 27    |
| 3           | 00:18       | 8           | 90          | 03:08       | LTU         | TD à la suite d'une course de 8 yards par RB Kenneth Dixon + 1 point de conversion par kicker Jonathan Barnes                                 | 20    | 34    |
| 4           | 13:45       | 5           | 16          | 01:15       | LTU         | FG de 28 yards par kicker Jonathan Barnes | 20    | 37    |
| 4           | 10:52       | 4           | 88          | 02:02       | LTU         | TD à la suite d'une course de 4 yards par RB Kenneth Dixon + 1 point de conversion par kicker Jonathan Barnes                                 | 20    | 44    |
| 4           | 10:38       | 0           | 0           | 00:14       | ASU         | TD de 98 yards à la suite d'un retour de kickoff par DB Blaise Taylor + 2 points de conversion réussis à la suite d'une passe                 | 28    | 44    |
| 4           | 01:31       | 16          | 70          | 09:07       | LTU         | FG de 22 yards par kicker Jonathan Barnes | 28    | 47    |
| Score final | Score final | Score final | Score final | Score final | Score final | Score final | 28    | 47    |

## Statistiques[1]
| Statistiques par Équipes               | Statistiques par Équipes | Statistiques par Équipes |
| Statistiques                           | ASU                      | LTU                      |
| -------------------------------------- | ------------------------ | ------------------------ |
| 1er downs                              | 23                       | 26                       |
| Conversion de 3e Down                  | 7/15                     | 4/12                     |
| Conversion de 4e Down                  | 0/0                      | 0/0                      |
| Jeux–yards                             | 68 jeux pour 323 yards   | 74 jeux pour 687         |
| Yards à la course                      | 177                      | 229                      |
| Yards à la passe                       | 146                      | 458                      |
| Passes : Réussies-Tentées-Interceptées | 15/29, 2 Int.            | 26/38, 0 Int.            |
| Réussite en zone rouge/chances         | 4/4                      | 7/7                      |
| TD                                     | 3                        | 5                        |
| Field Goals                            | 2/2                      | 4/4                      |
| Sacks (Nombre-Yards gagnés)            | 1 pour 5 yards gagnés    | 1 pour 10 yards gagnés   |
| Fumbles (Nombre/Perdus)                | 0                        | 0                        |
| Pénalités (Nombre/Yards perdus)        | 11 pour 109 yards perdus | 13 pour 154 yards perdus |
| Temps de possession                    | 25:13                    | 34:43                    |

| Meilleur Joueur (MVP) | Meilleur Joueur (MVP)      | Meilleur Joueur (MVP) |
| --------------------- | -------------------------- | --------------------- |
| Nom                   | Équipe                     | Poste                 |
| Kenneth Dixon         | Bulldogs de Louisiana Tech | RB                    |

| Statistiques Individuelles | Statistiques Individuelles | Statistiques Individuelles                   |
| -------------------------- | -------------------------- | -------------------------------------------- |
| Quaterbacks                |                            |                                              |
| ASU                        | Knighten, Fredi            | 14/28, 2 Int., 137 yards, 0 TD, 1 sack subi  |
| LTU                        | Driskel, Jeff              | 26/38, 0 Int., 458 yards, 3 TDs, 1 sack subi |
| Meilleurs Coureurs         |                            |                                              |
| ASU                        | Wand, Warren               | 12 courses pour 66 yards et 1 TD             |
| LTU                        | Scott, Boston              | 4 courses pour 106 yards                     |
| Meilleurs Receveurs        |                            |                                              |
| ASU                        | Wand, Warren               | 5 réceptions pour 20 yards                   |
| LTU                        | Taylor, Trent              | 10 réceptions pour 149 yards et 1 TD         |
| Meilleurs Tackleurs        |                            |                                              |
| ASU                        | Brown, Cody                | 7 tackles en solo et 1 assiste               |
| LTU                        | Fitte, Beau                | 4 tackles en solo et 3 assistes              |